# Chief Muraina Oyelami
Chief Muraina Oyelami (...) è un artista nigeriano.
Chief Muraina Oyelami ha iniziato la sua carriera nel 1964 come uno dei membri più importanti della prima generazione della Scuola d'Arte di Osogbo, fondata dal professor Ulli Beier e da sua moglie Georgina Beier. Chief Muraina Oyelami è stato uno dei fondatori della compagnia teatrale Duro Ladipo Theatre Company lavorando al suo interno come attore e musicista. 
Insieme al gruppo teatrale ha partecipato al festival d'arte Berliner Festwochen, in Germania nel 1964 e al Commonwealth Arts Festival in Gran Bretagna nel 1965.
Nel 1973 è diventato membro del National Black Theatre di Harlem, a New York. Tra il 1973 e il 1987 ha tenuto corsi di teatro e musica tradizionale nigeriana presso la Obafemi Awolowo University, Ile-Ife (allora Università di Ife). 
Chief Muraina Oyelami è stato inoltre invitato come professore presso l'Università di Bayreuth, in Germania durante il semestre invernale del 1981/82.
Chief Muraina Oyelami è conosciuto a livello internazionale come uomo dei due mondi, maestro d'arti visive e grande artista di teatro. Descritto come un pittore dall'approccio poetico e romantico, dipinge ritratti e paesaggi e scrive storie e racconti popolari.
Chief Oyelami ha esposto le sue opere e realizzato le sue performance in tutta Europa, Asia, Africa, Australia e Stati Uniti. Ha ricoperto diversi ruoli, sviluppando molteplici capacità: è stato compositore e direttore musicale per "Death and the king's Horseman" al Royal Exchange Theatre di Manchester nel 1992, ospite alla Chopin Academy of Music a Varsavia in Polonia e tutor internazionale alla Summer School, organizzata dalla Black Dance Development Trust di Inghilterra (con sede a Birmingham) nel 1990 e 1991.
Chief Oyelami ha scritto libri sulla cultura di Yoruba. I suoi numerosi lavori figurano nelle collezioni della Otis Arts Institute di Los Angeles (USA), della Justice Dabiri, nella collezione privata di Chief Bola Ige (ex Governatore dello Stato di Oyo e avvocato senior della Nigeria), nella Lagos State House e nel Museo delle Arti Africane a Washington, DC (USA). Ha prodotto mosaici per il Link Bridge of Faculty of Health Sciences all'Obafemi Awolowo University (OUA).